# Abronia nealleyi
Abronia nealleyi är en underblomsväxtart som beskrevs av Paul Carpenter Standley. Abronia nealleyi ingår i släktet Abronia och familjen underblomsväxter. Inga underarter finns listade i Catalogue of Life.